# USS Akron (ZRS-4)
Die USS Akron (ZRS-4) war ein Starrluftschiff der US-Marine zu Beginn der 1930er Jahre und zu seiner Zeit das größte Luftschiff der Welt. Es war als fliegender Aufklärer entwickelt worden und diente für bis zu vier eigens umgebaute Aufklärungsflugzeuge als fliegender Flugzeugträger.

## Das Luftschiff
Das Schiff war 239 m lang und hatte einen Durchmesser von 40 m. Das Gerippe bestand aus drei Hauptkielen (einer oben, die anderen unten rechts und unten links) und zehn Hauptringen.
Der Antrieb erfolgte über acht innenliegende Maybach-Motoren mit je 420 kW (570 PS). Bei dem erstmals von vornherein für Helium ausgelegten Starrluftschiff bestand keine Gefahr einer Entzündung des Traggases durch die Motoren. Seitlich am Schiffsrumpf, oberhalb der Luftschrauben, befanden sich Kondensatoren für die Ballastwassergewinnungsanlage.
Das Traggasvolumen betrug 194.000 m³ (6.500.000 cft), die Höchstgeschwindigkeit 130 km/h. Die Luftschrauben waren schwenk- und reversierbar, um Start und Landung zu vereinfachen.
Zu den Mannschaftsräumen gehörte auch ein Raucherzimmer.
Unter dem Auftriebskörper des Luftschiffs konnten vier Doppeldecker-Flugzeuge vom Typ Curtiss F9C Sparrowhawk, die mit sogenannten „sky hooks“ (dt.: Himmels- oder Lufthaken) ausgerüstet waren, mitgeführt werden. Ursprünglich war die Mitführung von fünf Flugzeugen geplant, dies konnte allerdings erst bei ihrem Schwesterschiff, der USS Macon, durch eine leichtere Bauweise ermöglicht werden, die eine höhere Zuladung erlaubte.

## Bau und Betrieb

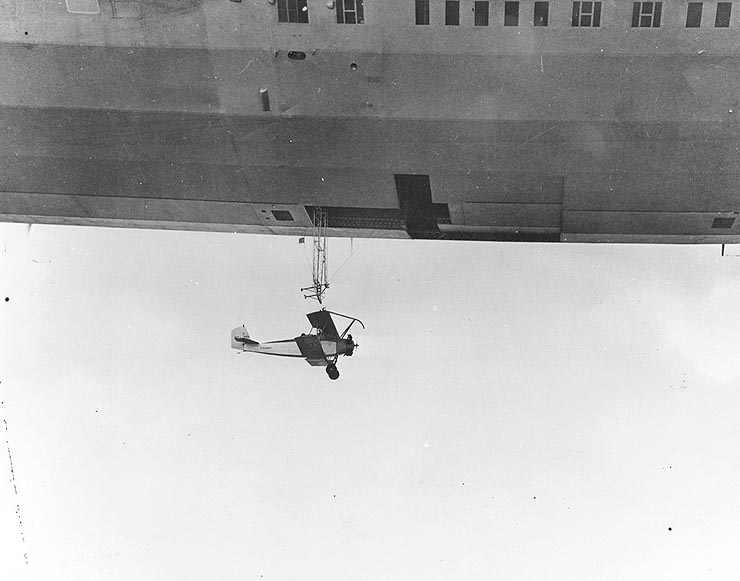
USS Akron beim Aussetzen eines Flugzeugs vom Typ Consolidated N2Y

Eine Curtiss F9C-2 Sparrowhawk wird ausgesetzt

Den Auftrag für den Bau von zwei Großluftschiffen, der USS Akron und der USS Macon, im Wert von acht Millionen Dollar erhielt 1928 die Goodyear-Zeppelin Corporation, an der die deutsche Luftschiffbau Zeppelin GmbH zu einem Drittel beteiligt war.
Maßgeblich an der Konstruktion beteiligt war Karl Arnstein. Während der Konstruktionsarbeiten bestand die Marine auf einer Veränderung der Heckflossen. Ursprünglich sollten sie langgestreckt und relativ flach sein und an drei Geripperingen verankert werden. Die Marineluftschiffer wollten jedoch die untere Flosse von der Führergondel aus sehen können und sie als Aufstandspunkt verwenden. Die veränderten, kürzeren und höheren Flossen waren nur noch an zwei Geripperingen verankert. Dieser Umstand sollte später beim Schwesterschiff USS Macon Bedeutung erlangen.
Das Schiff wurde am 8. August 1931 in der Stadt, in der es gebaut wurde, von Lou Hoover, der damaligen First Lady, auf den Namen ebendieser Stadt Akron getauft. Die erste Fahrt fand am 2. Oktober 1931 (andere Quelle: 23. September unter Korvettenkapitän Charles E. Rosendahl) statt. Ende Oktober wurde das Schiff an die US-Marine übergeben.
Am 3. November wurde eine zehnstündige Fahrt mit 207 Personen an Bord unternommen – der wahrscheinlich größte Transport von Passagieren, der je mit einem Luftschiff durchgeführt wurde.

US-Marineluftschiff USS Akron

Im Januar 1932 nahm die Akron an einem Flottenmanöver vor der Küste North Carolinas teil. Das Ergebnis war jedoch enttäuschend. Dem Luftschiff gelang es nicht, die Schiffe, die es aufklären sollte, zu entdecken, während es selbst entdeckt wurde. Im Juni (noch ohne eigene Bordflugzeuge) gelang zwar die Aufklärung der „feindlichen“ Schiffe, jedoch leiteten diese ihrerseits Jagdflugzeuge zur Akron, um sie „abzuschießen“.
Am 22. Februar 1932 kam es am Boden zu einem Zwischenfall. Das Heck löste sich aus seiner Verankerung und schlug mehrmals auf den Boden. Daraufhin musste die untere Flosse erneuert werden, was bis Ende April dauerte. Einige Monate später, am 11. Mai 1932, kam es in Camp Kerny/Kalifornien zu einem tödlichen Unfall, als das Luftschiff bei der Landung versehentlich Ballast abließ und wieder aufstieg. Drei Männer der Bodenmannschaft ließen die Halteseile nicht los und wurden in die Höhe gezogen. Nur dem Matrosen Bud Cowart gelang es, sich im Seil so lange festzuhalten, bis er fast zwei Stunden später an Bord geholt werden konnte. Die anderen beiden stürzten in den Tod. Dieser Vorfall ist auch durch Filmaufnahmen dokumentiert.
Im Mai 1932 landete erstmals ein Flugzeug an der Fangeinrichtung des Luftschiffs. Bei seiner Indienststellung war sie noch nicht einsatzbereit gewesen. Die gesamte Sparrowhawk-Staffel stand erst im Herbst 1932 vollständig zur Verfügung.

## Das Ende
Die Akron unternahm in 20 Monaten 73 Fahrten mit etwa 1700 Flugstunden ohne größere Havarien. Sie ging auf der 74. Fahrt am 4. April 1933 in den frühen Morgenstunden verloren. Die eigentliche Aufgabe dieser letzten Fahrt bestand in der Kalibrierung einer Funkkompassstation an der Küste.
Es kam zu dem Verlust, nachdem das Luftschiff bereits die ganze Nacht einen sehr schweren Sturm über dem Atlantik vor New Jersey überstanden hatte. Die Steuerkabel zum Leitwerk rissen und das Schiff verlor trotz bereits vollständig abgeworfenem Ballast schnell an Höhe. Schließlich berührte das Heck die Wasseroberfläche und Wasser begann einzudringen. Die Antriebe zogen den Bug des Schiffs noch für kurze Zeit nach oben, bis es bald darauf im Meer versank.
Nur drei der 76 Besatzungsmitglieder überlebten den Morgen. Ein vierter Mann starb kurz nach seiner Rettung an Bord des deutschen Motorschiffes Phoebus, das den Absturz bemerkt hatte und zu Hilfe geeilt war. Die Suche nach Überlebenden gestaltete sich durch die Wetterlage schwierig. Bis heute ist dies das  Luftschiffunglück mit der größten Opferzahl der Geschichte. Die Besatzung hatte keine Zeit gehabt, die Rettungsinsel zu Wasser zu lassen. Ein weiterer Grund für die vielen Toten war eine unzureichende Ausstattung mit Rettungswesten. Bei der USS Macon wurde dieser Fehler vermieden.
Unter den Opfern waren auch der Kommandant Frank McCord, Konteradmiral William A. Moffett, Leiter der Marine-Luftschiffabteilung, und Fregattenkapitän Frederick Berry, Kommandant des Marinefliegerstützpunktes in Lakehurst, die sich ebenfalls an Bord befunden hatten. Während der Suche nach möglichen Überlebenden verunglückte das Prallluftschiff J-3 und forderte zwei weitere Opfer.
Auch die USS Macon ging später bei einem Unfall über See verloren. Der Marine-Luftschiffstützpunkt in Sunnyvale, Kalifornien wurde nach dem Tod des Admirals in Moffett-Field umbenannt.